# Canuleius bicornis
Canuleius bicornis är en insektsart som först beskrevs av Carl Peter Thunberg 1815.  Canuleius bicornis ingår i släktet Canuleius och familjen Heteronemiidae. Inga underarter finns listade.